# Chu Ming Silveira
Chu Ming Silveira (xinès simplificat: 初明)  (Shanghai, 4 d'abril de 1941 - São Paulo, 18 de juny de 1997) va ser una dissenyadora i arquitecta sinobrasilera, creadora dels telèfons públics coneguts al Brasil com Orelhão.

## Biografia
Chu Ming Silveira va néixer a Xangai, el 4 d'abril de 1941, filla de Chu Chen i Shui Young Queen, sent la segona de quatre germans. El seu pare era un enginyer civil que va servir en l'exèrcit nacionalista de Chiang Kai-shek que lluità contra els Comunistes durant la Guerra Civil xinesa.
Després de la victòria comunista el 1949, la seva família va ser víctima de repressió, persecució i violència, per haver format part del costat nacionalista. Això va dur al seu pare a traslladar la família a Hong Kong, on va estar-s'hi uns mesos fins que el 1950 van aconseguir deixar la Xina i emigrar al Brasil, en un viatge de tres mesos en vaixell.

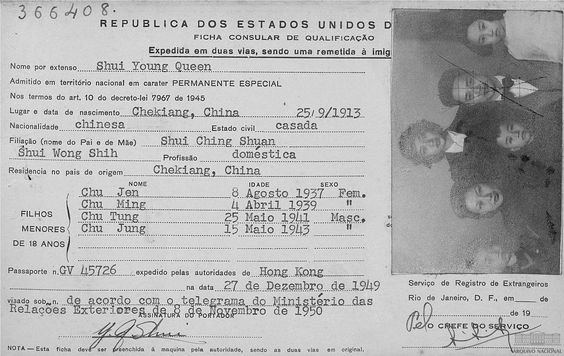
Fitxa consular autoritzant l'entrada al Brasil de la família Chu, 1949.

S'establiren inicialment a Rio de Janeiro, però aviat van marxar cap a São Paulo, en el barri de Pinheiros. El matrimoni va decidir batejar els fills i donar-los noms occidentals. Amb 9 anys, Chu Ming va passar a dir-se també Verônica.
Chu va graduar-se en la Universitat Mackenzie de São Paulo, amb un màster en Arquitectura, l'any 1964. Aquell mateix any, els pares van traslladar-se a Manaus, capital de l'estat de l'Amazones i principal pol econòmic de la regió nord del país. El 1968, Chu Ming es va casar amb l'enginyer brasiler Clóvis Silveira. Van tenir dos fills: Djan, nascut l'abril de 1971 i Alan, l'octubre de 1976.
Chu Ming Silveira va morir el 18 de juny de 1997 a São Paulo, a l'edat de 56 anys.

## Carrera professional

### Inicis
El 1965, Chu Ming va obrir el seu propi estudi d'arquitectura i, un any més tard, es va incorporar a la Companyia Telefònica Brasilera (CTB), tornant a São Paulo. En la seva qualitat d'arquitecta, va ser la responsable de la supervisió i coordinació dels projectes de construcció de noves centrals telefòniques i estacions de servei, així com dels treballs de renovació i millora en altres instal·lacions. Des de 1968 i fins 1972, va ser nomenada Directora del Departament de Projectes de la CTB.

### Disseny
La CTB va decidir instal·lar cabines telefòniques als carrers, per tal d'eliminar les llargues cues que es formaven en bars i farmàcies per fer una trucada. El primer model que es va instal·lar tenia un format cilíndric, era molt voluminós i es deteriorava ràpidament; en part pel clima i també pel vandalisme que les cabines patien per part dels usuaris.
El 1971, el CTB va assumir el repte de reemplaçar aquestes cabines per un nou disseny. Entre els requisits que el nou model havia de complir, aquest havia de ser capaç de complir amb la seva funció de manera eficaç, integrar-se en l'estètica urbana, estar adaptat a la variable climatologia de bona part del país (pluja abundant i altes temperatures) i mantenint una relació cost / eficiència sostenible.
Chu Ming Silveira va crear un disseny de cabina telefònica que complia tots aquests requisits. Consistia en una coberta ovalada feta en fibra de vidre, amb una mida adequada per servir de barrera acústica i també per resguardar-se de la pluja durant la connexió, oberta per no passar calor, poc voluminosa per no ser un obstacle visual i també poc costosa. Chu Ming havia dissenyat abans una versió de paret, més reduïda, per situar-la a l'interior d'edificis. La CTB va batejar-les oficialment, en honor a la dissenyadora, amb els noms de Chu I (la de paret) i Chu II (la de carrer), mentre que col·loquialment van ser conegudes com Orelhinha i Orelhão (orelleta i orellota, respectivament).

### Arquitectura
Els seus treballs com arquitecta poden inscriure’s en la sòlida tradició brutalista brasilera. La senzillesa i el respecte per les forces de la natura també van caracteritzar els seus projectes residencials a la costa de São Paulo, especialment a Ilhabela, on va desenvolupar un estil únic, que va anomenar "Post-caiçara", en el que va utilitzar materials i tècniques contemporànies en harmonia amb la cultura tradicional caiçara.
És especialment notable la seva pròpia casa a São Paulo, Rua República Dominicana 381. Encara habitada, és però visitable ocasionalment.

## Impacte de l'Orelhão

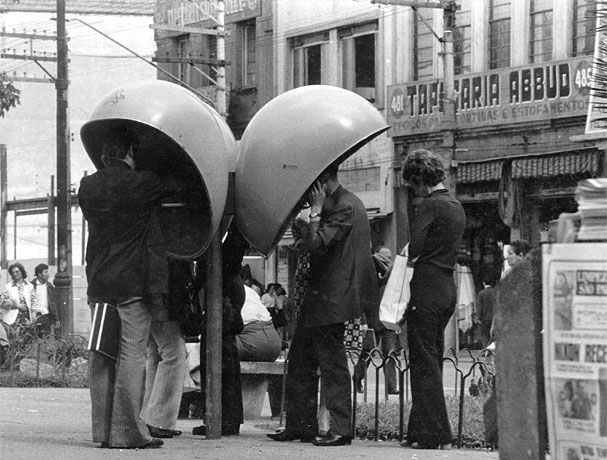
Orelhão triple a São Paulo, 1972.

Aquest disseny minimitzava l'espai que necessitaven les cabines, sense comprometre la qualitat acústica de les trucades, convertint-lo en un gran èxit.
Les ciutats de Rio de Janeiro i São Paulo van rebre les primeres cabines el gener de 1972. Els ciutadans aviat van batejar-les amb malnoms com tulipa, casc d'astronauta, ou de dinossaure o el definitiu orelhão.
El model va ser exportat a diferents països de Sud-amèrica, com Perú, Colòmbia o Paraguai, a l'Àfrica portuguesa (Angola i Moçambic) i a la Xina. El 2011 hi havia 68 mil aparells diseminats pel Brasil. L'orelhão va continuar sent una icona de les ciutats brasileres fins al 2016, any en què van ser retirats definitivament.